# Перес, Энрике
Энрике Перес Эррера (исп. Enrique Pérez Herrera; 13 октября 1988, Синопекуаро, Мексика) — мексиканский футболист, защитник. Выступал за сборную Мексики.

## Клубная карьера
Перес воспитанник клуба «Монаркас Морелия». В 2008 году для получения игровой практики он на правах аренды выступал за команду Лиги Ассенсо «Мерида». В 2009 году Энрике вернулся. 15 ноября в матче против «Монтеррея» он дебютировал в мексиканской Примере. В первом сезоне Перес редко выходил в основном составе, больше появляясь на замену, но начиная с сезона 2010/2011 он стал основным футболистом. В том же году Энрике помог команде завоевать серебро чемпионата и выиграть Североамериканскую лигу. 20 января 2013 года в матче против «Сан-Луиса» он забил свой первый гол за «абрикосов».
В начале 2014 года Перес на правах аренды перешёл в «Атлас». 5 января в матче против «Тихуаны» он дебютировал за новый клуб.

## Международная карьера
1 марта 2012 года в товарищеском матче против сборной Колумбии Перес дебютировал за сборную Мексики.

## Достижения
«Монаркас Морелия»
- Североамериканская суперлига — 2010
- Обладатель Кубка Мексики — Апертура 2013